# خورخي غيمنو
خورخي غيمنو (بالإسبانية: Jorge Gimeno)‏ هو لاعب القفز الثلاثي إسباني، ولد في 16 فبراير 1990.

## وصلات خارجية
- خورخي غيمنو على موقع الاتحاد الدولي لألعاب القوى (الإنجليزية)